# 三重県立四日市高等学校
三重県立四日市高等学校（みえけんりつ よっかいちこうとうがっこう）は、三重県四日市市富田に所在する公立高等学校。

## 概要
通称は「四高」（しこう）。
全日制の普通科、普通科国際科学コースとともに、2005年（平成17年）度まで通信制も設置していた。1974年（昭和49年）から1995年（平成7年）までは三重県立四日市南高等学校と学校群制度を組んだ。
2014年（平成26年）にはスーパーグローバルハイスクール（SGH）の指定を受けた。
2018年（平成30年）にはスーパーサイエンスハイスクール（SSH）の指定を受けた。

## 設置学科
- 普通科（定員320名） - 2019年（令和元年）度定員減となる。
  - 普通コース（定員240名）
  - 国際科学コース（定員80名）

## 教育方針
「文武両道」をスローガンに学問と部活動の両立を目指している。教育方針は「勉学と運動の両立を目標とし個性の伸長と品性の陶冶に努め、もって我が国及び国際社会における有為で心豊かな人材を育成する」である。

## 沿革
《主な出典：》
- 1899年（明治32年）4月1日 - 
  - 三重県第二中学校（二中）として創立される。
  - 四日市市立四日市裁縫学校として創立される。
- 1901年（明治34年）
  - 4月 - 四日市市立高等女学校（四高女）を開校した（四日市市立四日市裁縫学校が昇格）[3][4]。
  - 5月 - 三重県第二中学校を三重県立第二中学校と改称した[5]。
- 1911年（明治44年）4月 - 高等女学校令改正に伴い、四高女で実科を設置して、専修科を廃止する[6]。
- 1919年（大正08年）8月 - 三重県立第二中学校を三重県立富田中学校（富中）と改称した[5]。
- 1924年（大正13年）12月 - 富中の初代校長の田村左衞士が退任する。翌年、新校長との摩擦が騒動に発展し、5月に生徒が同盟休校を行う（翌日登校）[7]。
- 1926年（大正15年）4月1日 - 三重県富洲原町立実科高等女学校（北高女）として創立される。
- 1941年（昭和16年）2月11日 - 富洲原町の四日市市編入に伴い、三重県富洲原町立実科高等女学校を四日市市立富洲原実科高等女学校と改称した[8][9][注釈 1]。
- 1943年（昭和18年）4月1日 - 中等学校令の施行により四日市市立富洲原実科高等女学校を四日市市立富洲原高等女学校と改称した[11]。
- 1946年（昭和21年）4月 - 四日市市立富洲原高等女学校を四日市市立北高等女学校と改称した[12][13]。
- 1947年（昭和22年）3月30日 - 富中野球部が第19回全国選抜中等学校野球大会（現：選抜高等学校野球大会）に初出場をした。
- 1948年（昭和23年）5月23日 - 3学校を統合して三重県四日市高等学校（四高）が創立される。通信制が開講する。この日をもって創立記念日とする。
- 1949年（昭和24年）11月3日 - 校歌が発表披露される（同年4月25日に歌詞が完成）[14]。
- 1954年（昭和29年）4月1日 - 被服科が設置される。
- 1955年（昭和30年）
  - 4月1日 - 同日付け三重県教育委員会告示第64号をもって三重県立四日市高等学校と改称した[注釈 2]。
  - 8月17日 - 野球部が第37回全国高等学校野球選手権大会で初出場で、初優勝をした。三重県勢の全国制覇は、夏の選手権大会ではこの1回のみである。また春の選抜大会を含めても、1969年（昭和44年）の第41回選抜大会の三重高校との合計2回のみとなっている。
- 1966年（昭和41年）5月1日 - 四日市市大字東富田における住居表示実施[16]により、以後「四日市市富田4丁目1番43号」[17]の所在地表記となる。
- 1967年（昭和42年）8月11日 - 野球部が第49回全国高等学校野球選手権大会に12年ぶり2回目の出場をした。
- 1969年（昭和44年） - 同窓会館が完成する。
- 1974年（昭和49年）3月16日 - 三重県立四日市南高等学校と総合選抜制（学校群制度）が開始される。
- 1982年（昭和57年）4月1日 - 被服科が募集を停止する。
- 1984年（昭和59年）4月1日 - 家政科が募集を停止する。普通科のみとなる。
- 1986年（昭和61年） - 宿泊研修施設が開設する。
- 1989年（平成元年） - 新体育館が落成する。
- 1994年（平成06年）4月1日 - 普通科に国際科学コースが設置される。
- 1995年（平成07年）3月15日 - 三重県立四日市南高等学校と総合選抜制を廃止する。
- 1999年（平成11年）9月12日 - 創立100周年記念式典を挙行。
- 2002年（平成14年）4月1日 - 完全週休二日制となる。
- 2003年（平成15年） - 図書館や天体観測ドームがあった建物が改修された。文部科学省より、スーパーサイエンスハイスクール（SSH）の指定を受ける。
- 2006年（平成18年）4月1日 - 三重県立四日市北高等学校と同校の通信制の統合により三重県立北星高等学校が設立された。通信制の募集が停止される。
- 2009年（平成21年）12月5日 - 創立110周年記念式典を挙行。
- 2012年（平成24年）4月1日 - 三重県教育委員会よりMie SSH（スーパーサイエンスハイスクール）事業の指定を受ける。
- 2014年（平成26年）4月1日 - スーパーグローバルハイスクール（SGH）の指定を受ける。
- 2018年（平成30年）4月1日 - スーパーサイエンスハイスクール（SSH）第II期の指定を受ける。
- 2023年（令和05年）4月1日 - スーパーサイエンスハイスクール（SSH）第III期の指定を受ける。

## 象徴

### 校歌
佐佐木信綱作詞、弘田龍太郎作曲。歌詞は三番まである。一番では伊勢の海の音を聞きながら学ぶ様子が、二番では真理を求める学生と鈴鹿の山が、三番では学生の意志と四高の目標が謳われている。

### 校章
八稜星と定められている。三重県第二中学校の校章の中央に記された「二中」の文字を「高」に置き換えたものである。「希望に輝く若人の多方面に発展しようとする情熱をかたどり、中央の「高」はその若人達の固く団結している学園を象徴している」としている（公式ホームページより）。

## 学校行事

### 前期
- 4月：入学式、始業式
- 5月：体育大会
- 6月：クラスマッチ
- 8月：四高祭

### 後期
- 10月：修学旅行（2年）、遠足（1,3年）
- 3月：卒業式、クラスマッチ（1,2年）、修了式

## 部活動

### 運動部
- バスケットボール
- 硬式野球
- テニス
- ソフトテニス
- バドミントン
- 剣道
- 陸上競技
- サッカー
- ハンドボール
- 柔道
- 卓球
- 水泳
- 山岳
- ラグビー
- 体操
- バレーボール
- バトン

### 文化部
- 放送
- 新聞
- 茶道
- 吹奏楽
- 音楽
- 美術
- 書道
- 将棋
- 文芸
- 演劇
- 調理
- 英語
- SSH科学
- SSH生物
- SSH電氣

### 主な成績
- 硬式野球部 : 全国高等学校野球選手権大会（夏の甲子園）出場2回、全国優勝（1955年）、同年国体優勝。選抜大会（春の甲子園）出場1回。
- 女子テニス部 : 生川久恵・島田一子組が皇后杯優勝（1950年）、インターハイ2連覇、国体3連覇。1948年から1953年まで全国軟式庭球選手権、国体での優勝が続き黄金時代と言われた。
- 陸上部 : 1950年から三重県高校選手権女子12連覇。服部千恵子がインターハイ走高跳優勝（1950年）。位田保子がアジア大会やり投2位（1954年）。近年活躍が目立つ。2004年から4年連続で、インターハイ、国体に出場。
- 地学部（現・SSH科学部） : アメリカ初の人工衛星エクスプローラー1号の国内観測第1号（1958年）。
- 放送部 : NHK杯全国高校放送コンテスト全国大会30年連続出場。
- ディベート部 : 全国中学・高校ディベート選手権全国ベスト8（2002年）。
- 美術部：緑化ポスター全国コンクール特選（1985年）。全国高校生デザインコンクール最優秀賞（1993年、1994年）。
- SSH電氣部：第11回全国高等学校パソコンコンクール パソコン甲子園2006出場（2006年）。

## 通信制
1948年（昭和23年）の三重県立四日市高等学校の設立に伴い、通信教育実施校に決定し、通信制課程の募集を開始した。当初は制度や教材の不備などもあり大半が中途退学していたが、学習進度表、認定試験、スクーリングなどが定着するにつれて徐々に卒業者が増加した。1957年（昭和32年）には通信教育のみによる卒業生が誕生した。1959年（昭和34年）からは合宿スクーリングが開講されたほか、協力校の設定、東海3県交歓会への参加（1958年（昭和33年）～））、クラブ設置（1955年（昭和30年）～）、生徒会の設立などによって教育環境が整備された。
1962年（昭和37年）には集団入学が開始され、翌年随時入学が廃止された。集団入学は1997年（平成9年）に東洋紡績株式会社（東洋紡績富田工場）在籍の4名が卒業するまで続けられた。また、1975年（昭和50年）には国立療養所鈴鹿病院の筋ジストロフィー患者の入学を認め、加佐登学級が誕生した。これは1989年（平成元年）に三重県杉の子養護学校高等部が設置されたことに伴い廃止された。
全日制と通信制の生徒の間にはほぼ交流はなく、文化祭も別々に行われていたが、卒業式は全日制と一緒に行われていた。
通信制普通科が設置され、定員は300名であった。2006年（平成18年）に三重県立北星高等学校の設立に伴い、募集を停止した。

## その他
家庭科室のある建物は1986年（昭和61年）に宿泊施設として整備され、1クラス分の生徒が泊まることができた。1年生の春には、ここを利用してクラス単位で校内合宿が行われていた。なお、現在は改装され行うことはできない。
1955年（昭和30年）に高校単独としては全国初の生活協同組合を設置したが、規模が小さく（売り場は教室一個分）、経営難のため1998年（平成10年）に購買部へと移行した。

## おもな刊行物

### 二中・富中
- 校友会雑誌：文芸部が刊行（1901年～1942年、全52冊）

### 四高女
- 懐雪：同窓会誌（1924年～1939年、全29号）
- 会誌：校友会の機関紙（～1941年、全16冊）

### 北高女
- とみすはら：同窓会の機関紙（1930年～1938年、全7冊）

### 四高
- 八稜星：生徒会の機関紙。現在はテーマ企画と各クラス・クラブ活動・四高祭の活動報告が主体（1967年～）
- 図書館だより：図書館の機関紙（1970年～）
- 同窓会報：同窓会の機関紙（1955年～）
- 導（しるべ）：進路指導用の刊行物。卒業生の受験体験談などを盛り込む（1966年～）
- 四高学生新聞：新聞部発行。多いときには年5回発行。かつては安保や公害なども扱った（1948年～）
- PTA四高：PTAの広報誌。年2回発行（1973年～）
- Air Ship：文芸部の部誌。年数回発行

## 著名な出身者

### 文化人
- 伊藤亘行 (作曲家)
- 岡秀年 (シンガーソングライター)
- 山際きみ佳 (オペラ歌手)
- 丹羽文雄（作家、文化勲章）
- 川北眞紀子 (南山大学教授)
- 城島明彦 (作家)
- 谷口桂子 (作家)
- 田村泰次郎（作家）
- 二宮宣文 (日本医科大学教授)
- 羽場久美子 (青山学院大学名誉教授)
- 林良嗣（工学者、名古屋大学名誉教授、元世界交通学会会長、元土木学会副会長、元日本環境共生学会会長）
- 松尾大 (東京藝術大学名誉教授)
- 村田正志 (国士舘大学教授)
- 三上治 (評論家)
- 藤田敏八（映画監督）
- 大橋歩（イラストレーター）
- 瀬木直貴（映画監督）
- 川村ケンスケ（映像ディレクター）
- 伊吹有喜（作家）
- 佐藤昌胤 (画家)
- 三輪勇之助 (洋画家)
- 横井礼以 (画家)
- 岡野聡（キャラクターデザイナー）

### スポーツ
- 笠原洋子 (バレーボール選手)
- 佐田徳平 (競泳選手)
- 服部武夫（元プロ野球選手）
- 高橋正勝（夏の甲子園優勝投手、読売ジャイアンツ初代スコアラー、同査定部長）
- 島田光二（元プロ野球選手）
- 巽一（元プロ野球選手）
- 生川久恵(テニス選手）

### 政治家
- 田中俊行（元四日市市市長、元三重県議会議員）
- 井上哲夫（元参議院議員、元四日市市長）
- 平田佐矩（平田紡績社長、元四日市市長）
- 片岡恒一（元帝国議会衆議院議員）
- 平田耕一（元衆議院議員、元参議院議員）
- 椎川忍 (総務官僚)
- 松岡将 (財務官僚)
- 田中覚（元衆議院議員、元三重県知事）
- 津田勉 (三重県議会議長)
- 小林正美（元日本社会党衆議院議員）
- 山本幸雄（自治大臣、国家公安委員会委員長、元衆議院議員）
- 稲垣昭義（三重県議会議員）

### 実業家
- 岡田卓也（イオングループ創業者）
- 伊藤勘作（網勘製網創業者）
- 岡田邦彦（J.フロント リテイリング会長、松坂屋社長、名古屋商工会議所会頭）
- 小嶋千鶴子 (ジャスコ創業者)
- 佐藤信之助 (中京テレビ放送社長)
- 須原伸太郎（エスネットワークス創業者）
- 種橋潤治（三重銀行頭取、三重県商工会議所連合会会長）
- 樋口智一 (ヤマダイ食品社長)
- 樋口章憲（三洋化成工業社長）
- 野原佐和子（イプシ・マーケティング研究所社長、慶應義塾大学特任教授、SOMPOホールディングス取締役、ゆうちょ銀行取締役、東京ガス監査役）
- 水谷久和 (三菱航空機元社長)
- 森下俊三（NTT西日本社長、阪神高速道路会長、NHK経営委員会委員長、関西経済同友会代表幹事、関西経済連合会副会長）

### その他
- 野島博之（予備校講師・学研プライムゼミ特任講師）
- 南川秀樹（元環境事務次官、元日本廃棄物団体連合会会長）
- 稲垣久生（駐トンガ特命全権大使）
- 樋口清司（元宇宙航空研究開発機構副理事長、元国際宇宙航行連盟会長）
- 高嶋辰彦（陸軍軍人、陸軍少将 / 宮城事件）
- 水谷一生（陸軍軍人、陸軍大佐 / 宮城事件）
- 重盛啓之 (CBCテレビアナウンス部)
- 宮脇憲一（RKB毎日放送アナウンサー）
- 安田安之（テルアビブ空港乱射事件実行犯）
- 岡田酉次 (陸軍主計少将)
- 定食王 (インスタグラマー)

## 交通
- 近鉄名古屋線・三岐鉄道三岐線 近鉄富田駅より徒歩で約1分。
- JR関西本線 富田駅より徒歩で約10分。

※ 駅から徒歩で1分と日本一最寄駅から近く、アクセスが良い場所に立地している。